# Mertan
Mertan is een bestuurslaag in het regentschap Sukoharjo van de provincie Midden-Java, Indonesië. Mertan telt 5691 inwoners (volkstelling 2010).